# Before I Disappear
Before I Disappear es una película de 2014 dirigida por Shawn Christensen. La película es una adaptación al cortometraje Curfew. La película tuvo su estreno en South by Southwest el 10 de marzo de 2014. Se estrenó el 28 de noviembre de 2014.

## Elenco
- Shawn Christensen como Richie.
- Fátima Ptacek como Sophia.
- Emmy Rossum como Maggie.
- Paul Wesley como Gideon.
- Ron Perlman como Bill.
- Richard Schiff como Bruce.
- Joseph Perrino como Ellis.
- Isabelle McNally como Vista.
- Joseph DeVito

## Recepción

### Taquilla
La película se estrenó el 28 de noviembre de 2014 en un cine y en plataformas VOD. A partir del 1 de enero de 2015, obtuvo $8,251.